# Spurius (Recht)
Im Römischen Recht ist spurius die Bezeichnung für ein Kind, das nicht einem iustum matrimonium entstammt, also unehelich geboren wurde.
Der spurius und seine Mutter waren nach klassischem Recht kognatisch verwandt; zwischen ihnen bestand Unterhalts- und Erbrecht. Mit dem Vater war der spurius weder kognatisch noch agnatisch verwandt und hatte keinen Unterhaltsanspruch. Sein Status libertatis und civitatis, also sein Freiheits- und Bürgerstand folgten dem Stand der Mutter. Da der spurius von Geburt an als rechtlich eigenständig (sui iuris) galt, unterstand er nicht der Patria Potestas.
Ob der spurius gesellschaftlich diskriminiert wurde, ist nicht bekannt.

## Abgeleiteter Vorname
Vom Rechtsbegriff abgeleitet ist der – vergleichsweise seltene – lateinische Vorname Spurius.